# José Belvino do Nascimento
José Belvino do Nascimento (Mercês, 29 de dezembro de 1932 - Entre Rios de Minas, 8 de janeiro de 2019) foi um bispo católico brasileiro.

## Biografia
Nasceu em Mercês, região da Zona da Mata, em Minas Gerais, onde viveu cerca de um ano. Mudou-se com a família para Rio Espera, em Minas Gerais.
Em Rio Espera, passou sua infância num ambiente familiar de muita religiosidade católica, o que influenciou muito sua vocação.
Após o curso primário, ingressou no Seminário de Mariana.
Aos 2 de dezembro de 1956, na Catedral Arquidiocesana de Mariana, foi ordenado presbítero. Devido à longa distância de Rio Espera a Mariana, apenas seus familiares mais próximos puderam participar da cerimônia. O Padre José Belvino só pode celebrar com o restante dos familiares e amigos da cidade natal no dia 05 de dezembro de 1956. "Foi uma alegria para todo mundo, uma grande festa! A gente não esquece nunca, é muita emoção. É mundo novo, a gente fica até 'meio bobo' porque não esperava, não tinha muita esperança de conseguir vencer, e vencemos", disse depois Dom José.
Exerceu seu ministério presbiteral por dois anos como vigário paroquial na Paróquia de Nossa Senhora da Conceição em Conselheiro Lafaiete, em Minas Gerais, depois um ano em Coronel Fabriciano e Acesita, em Minas Gerais. Mais um ano em Piranga, em Minas Gerais. E por vinte anos (de 1960 a 1981) na Paróquia de Nossa Senhora das Brotas, cidade de Entre Rios de Minas.
Após vinte e quatro anos de Ordenação presbiteral, próximo de completar seu jubileu de prata, o Padre José Belvino foi eleito Bispo pelo Papa João Paulo II, em 27 de junho de 1981. Foi ordenado bispo em 29 de setembro de 1981 na cidade de Entre Rios de Minas, às 10h00, na Praça da Matriz. Foi bispo sagrante Dom Oscar de Oliveira, Arcebispo Metropolitano de Mariana. E co-sagrantes os bispos: Dom José Lima, de Sete Lagoas, que foi seu antecessor em Itumbiara e Dom Hélio Gonçalves Heleno, bispo de Caratinga.
Foi nomeado bispo titular da Diocese de Itumbiara, em Goiás, onde tomou posse em 11 de outubro de 1981. Lá exerceu seu ministério episcopal por cinco anos. Depois, foi nomeado bispo coadjutor da Diocese de Patos de Minas, em Minas Gerais, no dia 06 de fevereiro de 1987. Tomou posse em Patos de Minas em 11 de maio de 1987. Tendo sido nomeado bispo titular da Diocese de Divinópolis, em Minas Gerais em 11 de maio de 1989, tomou posse lá em 11 de junho de 1989. A Missa de posse foi celebrada em uma noite de muita chuva, na Catedral do Divino Espírito Santo. “Naquela noite caiu uma chuva famosa que os fiéis apelidaram com ‘chuva do bispo’. Foi muito forte e quebrou os vidros das janelas da Catedral, derrubou árvores, enfim, foi um alvoroço” dizia Dom José.
Em Divinópolis, Dom José Belvino realizou muitos trabalhos, acompanhando de perto as paróquias. Foram ordenados por ele na Diocese mais de cinquenta padres e criadas dezesseis novas paróquias. Outra conquista para a Diocese foi a aquisição de quatro rádios, duas em Divinópolis e duas em Pará de Minas.
Teve sua renúncia aceita pelo Papa Bento XVI aos 11 de fevereiro de 2009, dois anos após atingir a idade de setenta e cinco anos, própria para tal. Voltou a residir em Entre Rios de Minas, onde havia passado vinte anos de seu ministério presbiteral. Depois, pediu para residir no Santuário Diocesano de Nossa Senhora da Imaculada Conceição, em Conceição do Pará, em Minas Gerais, voltando a viver no território da Diocese de Divinópolis. No ano de 2017, retornou a Entre Rios de Minas.
Celebrou seu jubileu de 60 anos de vida sacerdotal no ano de 2017. Em uma das Missas jubilares, que foi celebrada no dia 3 de fevereiro, na capela da Teologia do Seminário São José, em Mariana, onde Dom José realizou seus estudos de Filosofia e Teologia, estava presente o arcebispo de Mariana, Dom Geraldo Lyrio Rocha. Dom Geraldo ressaltou a grande gratidão que a Igreja no Brasil tem para com Dom Belvino, devido a sua grande contribuição para com a tradução dos textos litúrgicos reformados no Concílio Vaticano II do latim para o português.
Foi bispo sagrante principal de Dom Moacir Silva Arantes (2016). E bispo co-sagrante de Dom Célio de Oliveira Goulart, O.F.M. (1998), Dom Tarcísio Nascentes dos Santos (2009), Dom José Carlos de Souza Campos (2014) e Dom Francisco Cota de Oliveira (2017).
Em 8 de janeiro de 2019, faleceu poucos dias após completar oitenta e seis anos de idade, em Entre Rios de Minas, em decorrência de um enfarte.